# Jack Hirschman

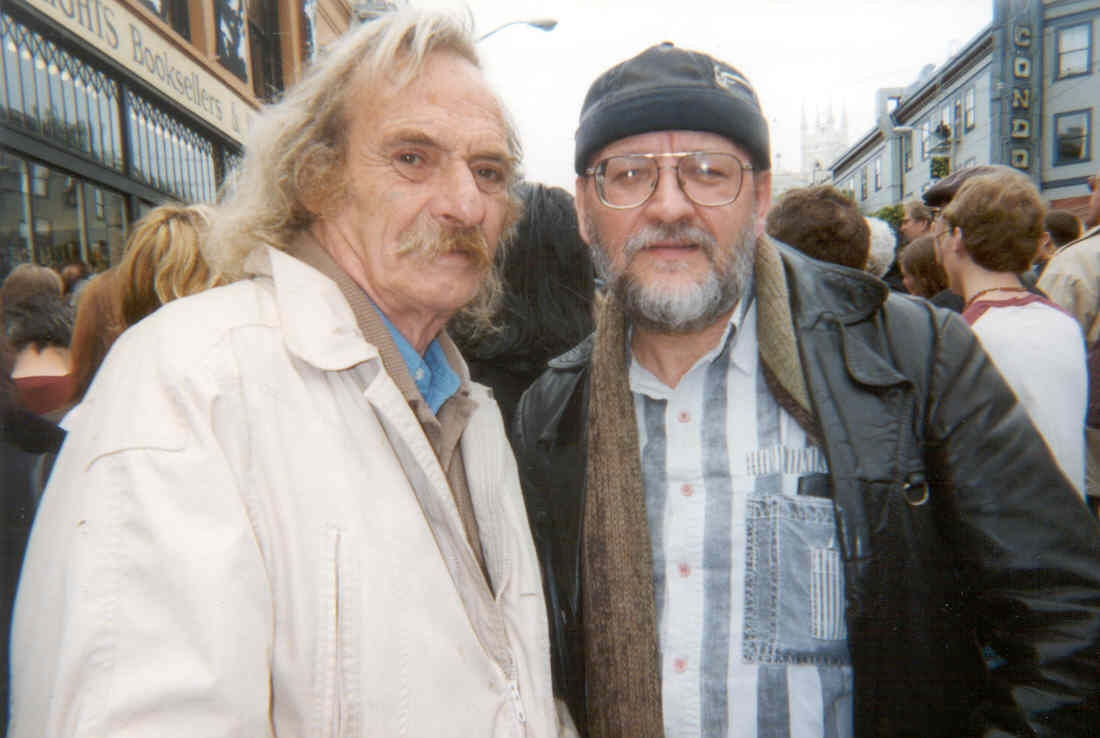
Jack Hirschman (a sinistra) con il traduttore Janusz Zalewski al City Lights Bookstore Beats Festival (San Francisco, 2007).

Jack Hirschman (New York, 13 dicembre 1933 – San Francisco, 22 agosto 2021) è stato un poeta statunitense.

## Biografia

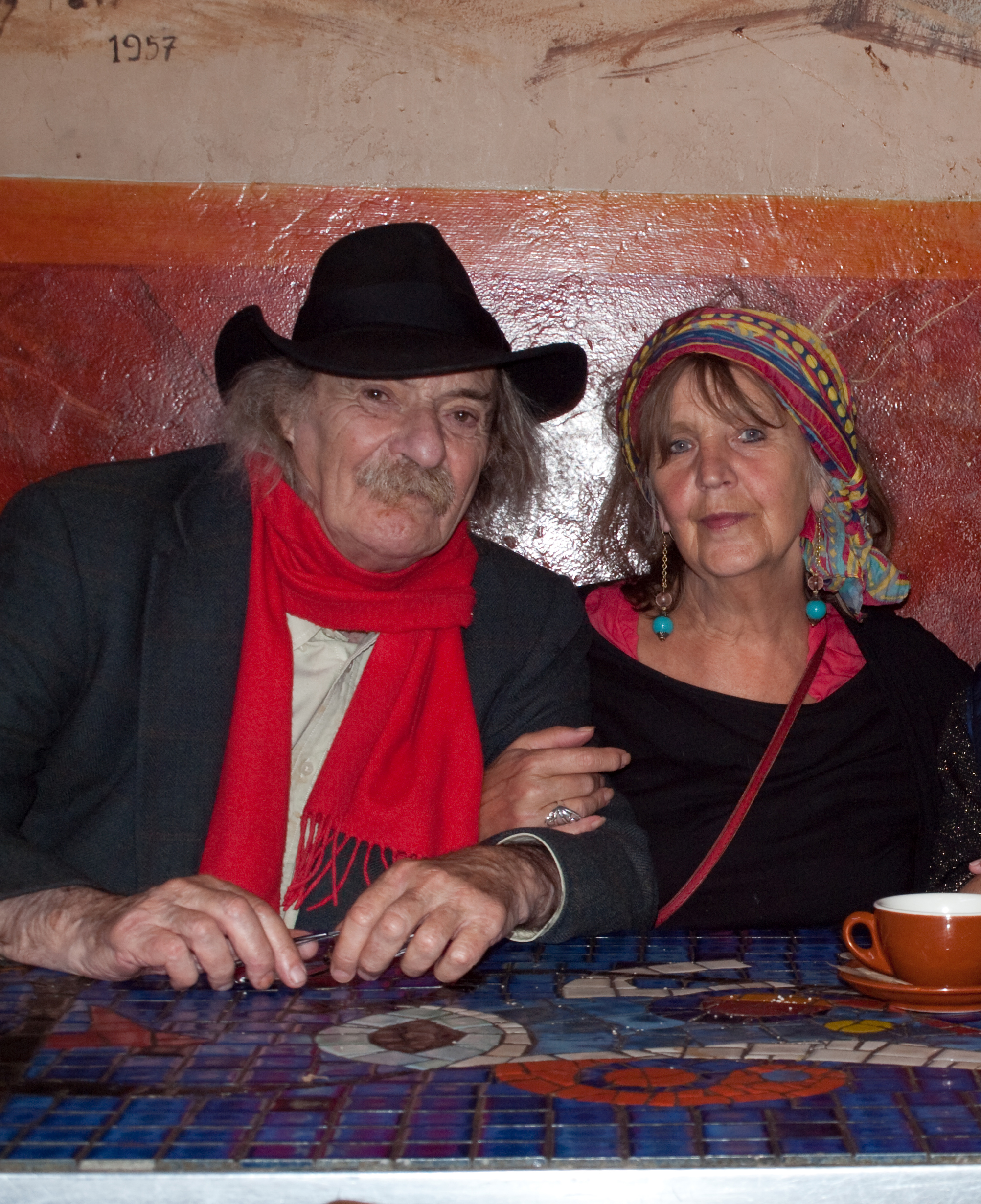
Jack Hirschman e Agneta Falk fotografati al Caffè Trieste di San Francisco, luglio 2013

È stato professore di inglese alla UCLA di Los Angeles dal 1961: uno degli studenti fu Jim Morrison, in seguito cofondatore e cantante della band americana The Doors. Nel 1966 fu licenziato perché promotore di una serie di proteste e manifestazioni contro la guerra in Vietnam, attività definite "contro lo Stato". Una di queste fu l'attribuire la "A", ossia il massimo dei voti, a tutti gli studenti destinati all'arruolamento per aiutarli a sfuggire alla guerra.
Molti episodi sono legati alla sua figura di uomo di grande umanità: durante una visita alla scuola di Battipaglia (SA), uno studente gli aveva offerto l'ultimo dolcetto del catering, condividendolo con lui. Dopo svariati anni, memore del gesto, incontrando nuovamente tale studente, volle sdebitarsi offrendogli la colazione al bar. Nel 1954 sposò una compagna di classe del City College, Ruth Epstein, dalla quale ebbe due figli, David nel 1956 e Celia nel 1958. Da lei divorziò nel 1974. Fu molto vicino alla Beat Generation, amico di Allen Ginsberg, Gregory Corso, Bob Kaufman, Martin Matz, Lawrence Ferlinghetti, e di tutti gli altri poeti beat. Da essi prese le distanze, tuttavia, definendo la loro una "rivoluzione borghese", fatta di droghe e di misticismo orientale. Più vicino politicamente e culturalmente, invece, ai movimenti radicali afroamericani, come il Black Panther Party ed a poeti come Amiri Baraka.
Nel 1980 aderì al Communist Labor Party, divenendo un "attivista culturale" collaborando con un gruppo di "poeti attivisti". Tra questi: Sarah Menefee, Michael Warr, Luis Rodriguez, Kimiko Hahn e Bruno Gullì. Il gruppo si sciolse nel 1992. Lo scrittore è sposato con la poetessa anglo-svedese Agneta Falk e dalla seconda metà degli anni novanta è un assiduo collaboratore dell'iniziativa "Casa della Poesia" di Baronissi (SA). Il comune di Baronissi gli ha conferito la cittadinanza onoraria il 13 dicembre 2008, in occasione del suo 75º compleanno.
In Italia, tra gli altri, è stato amico del poeta sardo Alberto Masala, di Alberto Masala,  Beppe Costa col quale farà diversi incontri nelle scuole e non),  Sandro Sardella e molti altri del quale ha tradotto due opere e curato una terza. Sempre in Sardegna ha collaborato con la storica rivista di cultura poetica Erbafoglio attiva dal 1989, ha partecipando a vari eventi a Cagliari e dintorni traducendo in inglese alcuni testi dei poeti del Gruppo Erbafoglio come Alberto Lecca, Roberto Belli e Michele Licheri. Ha stretto amicizia con il poeta veneziano Ferruccio Brugnaro, del quale ha tradotto due opere. Negli anni '90 e nell'anno 2000  Hirschman è stato ospite a Bologna in due edizioni della rassegna culturale internazionale "Casa dei pensieri" diretta da Davide Ferrari. 

## Le Opere

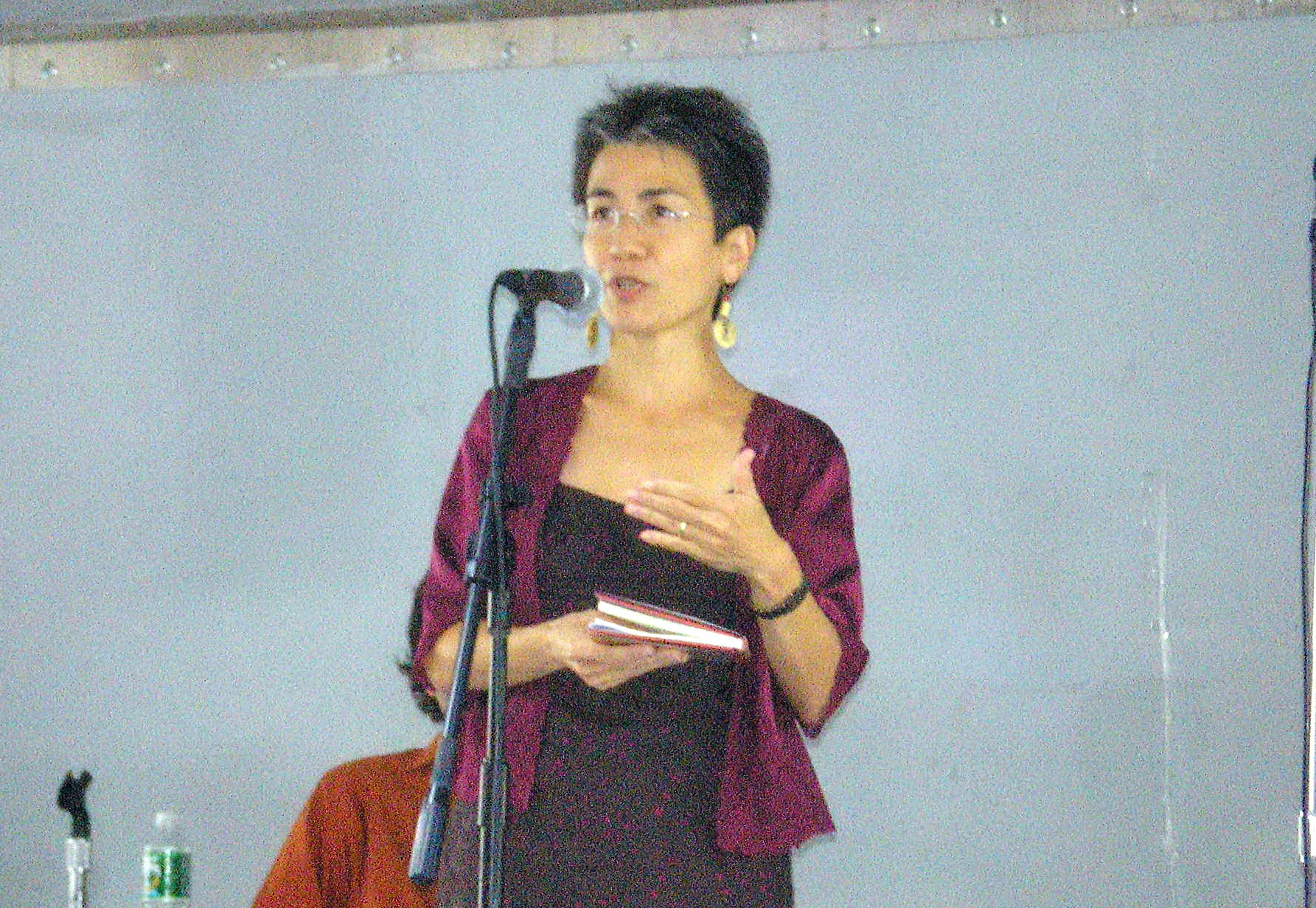
Kimiko Hahn

Ha pubblicato più di 100 libri, tra poesie e traduzioni, sebbene ignorato dal mercato culturale americano. Nel 1972 Jack Hirschman ha cominciato a scrivere i suoi poemi lunghi, gli Arcanes, che egli descrive come lavori alchemici.

ai popoli del mondo che si sollevano con noi, per distruggere

la piovra fascista alimentata dagli Stati Uniti»
(da Arcani, traduzione di Raffaella Marzano)
Negli ultimi 32 anni ne ha scritti più di 120, ed erano rimasti per lo più inediti fino alla pubblicazione del monumentale volume "The Arcanes", pubblicato dalla Multimedia Edizioni / Casa della poesia in lingua inglese.
smetterò di dipingere e canterò soltanto

smetterò di cantare e me ne starò seduto soltanto

smetterò di stare seduto e respirerò soltanto

smetterò di respirare e morirò soltanto

smetterò di morire e amerò soltanto

smetterò di amare e scriverò soltanto»
(da "Volevo che voi lo sapeste", traduzione di Raffaella Marzano)

### Pubblicazioni in Italia
- Quello che conta (Editoriale Mongolfiera, Bologna 1990)
- Soglia infinita (Multimedia Edizioni, Salerno, 1993)
- L'arcano di seta (TraccEdizioni, Piombino, 1995)
- Arcani (Multimedia Edizioni, Salerno, 2000)
- Volevo che voi lo sapeste (Multimedia Edizioni, 2005)
- 12 Arcani (Multimndia Edizioni, 2005)
- The Arcanes (Multimedia Edizioni, 2006)
- Jack Hirschman Ep.1 [OHM Records] (2007) (Le poesie scritte da Jack Hirschman vengono messe in musica Tech-House da un gruppo di dj e produttori di Trieste, chiamato electrosacher. Il disco viene pubblicato dalla casa discografica OHM Records di Trieste, Italia.)
- "Cant' voice your name" translated by Jack Hirschman from "Afona del tuo nome" autor Teodora Mastrototaro(CC. Marimbo, Berkeley CA, 2010)